# Apodemia stalachtioides
Apodemia stalachtioides är en fjärilsart som beskrevs av Butler 1867. Apodemia stalachtioides ingår i släktet Apodemia och familjen Riodinidae. Inga underarter finns listade i Catalogue of Life.